# Pegomya aurivillosa
Pegomya aurivillosa är en tvåvingeart som beskrevs av Fan och Chen 1984. Pegomya aurivillosa ingår i släktet Pegomya och familjen blomsterflugor. Inga underarter finns listade i Catalogue of Life.